# St. Sebastian (Stangenroth)

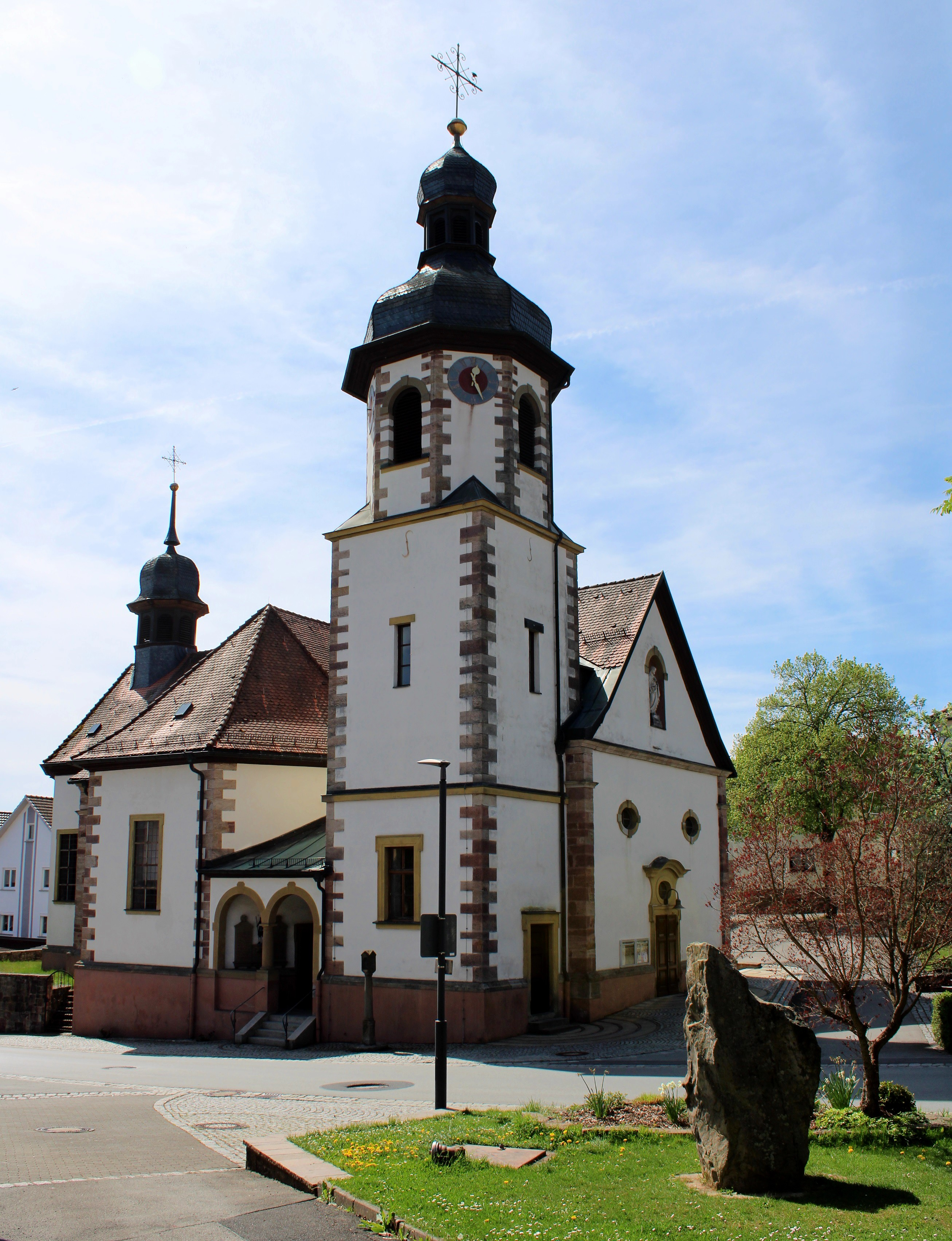
St.-Sebastian-Kirche

Die römisch-katholische Kirche St. Sebastian befindet sich in Stangenroth, einem Ortsteil der in Unterfranken gelegenen Marktgemeinde Burkardroth. Die Kirche ist dem heiligen Sebastian geweiht.
Die St.-Sebastian-Kirche gehört zu den Baudenkmälern von Burkardroth und ist unter der Nummer D-6-72-117-66 in der Bayerischen Denkmalliste registriert.

## Geschichte und Beschreibung
Der aus dem 17. Jahrhundert stammende Taufstein gilt als Beweis, dass es bereits vor dem großen Brand von 1738 eine Kapelle in Stangenroth gab. 
Mit dem Bau der heutigen Pfarrkirche wurde 1747 begonnen. Damals war Stangenroth noch eine Filiale der Pfarrei Burkardroth. Im Jahr 1792 gelang die Loslösung von Burkardroth und Stangenroth wurde selbständige Pfarrei. 
In den Jahren 1890/91 wurden der Hochaltar und die beiden Seitenaltäre der Kirche auf Betreiben von Pfarrer Lorenz Weißenberger, dem der Stil der Originalausstattung im Rokoko und Frühklassizismus missfiel, entfernt und durch schlichte Altäre des Würzburger Kunstschreiners Link ersetzt. Der Hochaltar wurde am 13. August 1890 errichtet und die beiden Seitenaltäre im darauffolgenden Jahr. 
Das Altarbild Christus am Kreuz, das auf das Jahr 1797 datiert wird und von dem Maler Conrad Geiger stammt, wurde aus dem alten Hochaltar in den neuen übernommen, nachdem es zuvor restauriert worden war. Die Heiligenfiguren auf dem Hochaltar stellen den Heiligen Sebastian, den Namensgeber der Kirche, und den Heiligen Wendelinus dar. Letzterer soll der Sage nach Anfang des 18. Jahrhunderts eine Viehseuche im Ort beendet haben, als er einem Bauern auftrug, sein Fuhrwerk am Dorfeingang aufzustellen und die Deichsel zum Kreuzberg auszurichten.
Unter Pfarrer Bartholomäus Kullmann wurde im Jahr 1899 das Langhaus verlängert und ein Turm aufgeführt. Im Jahr 1910 wurde die Kirche seitlich erweitert.
Der Zugang zur Kanzel ist zugemauert, da Pfarrer Philipp Gloos, der von 1933 bis 1965 in Stangenroth wirkte, die Gewohnheit hatte, vom Altar aus zu predigen. 
Wegen des Einbaus einer neuen Heizung ließ Pfarrer Oswald Grätz im Jahr 1965 die beiden Seitenaltäre entfernen. 
Im Jahr 1965 errichtete der Vasbühler Künstler Julian Walter, basierend auf dem Zweiten Vatikanischen Konzil, einen Altartisch, einen Ambo und einen Priestersitz.

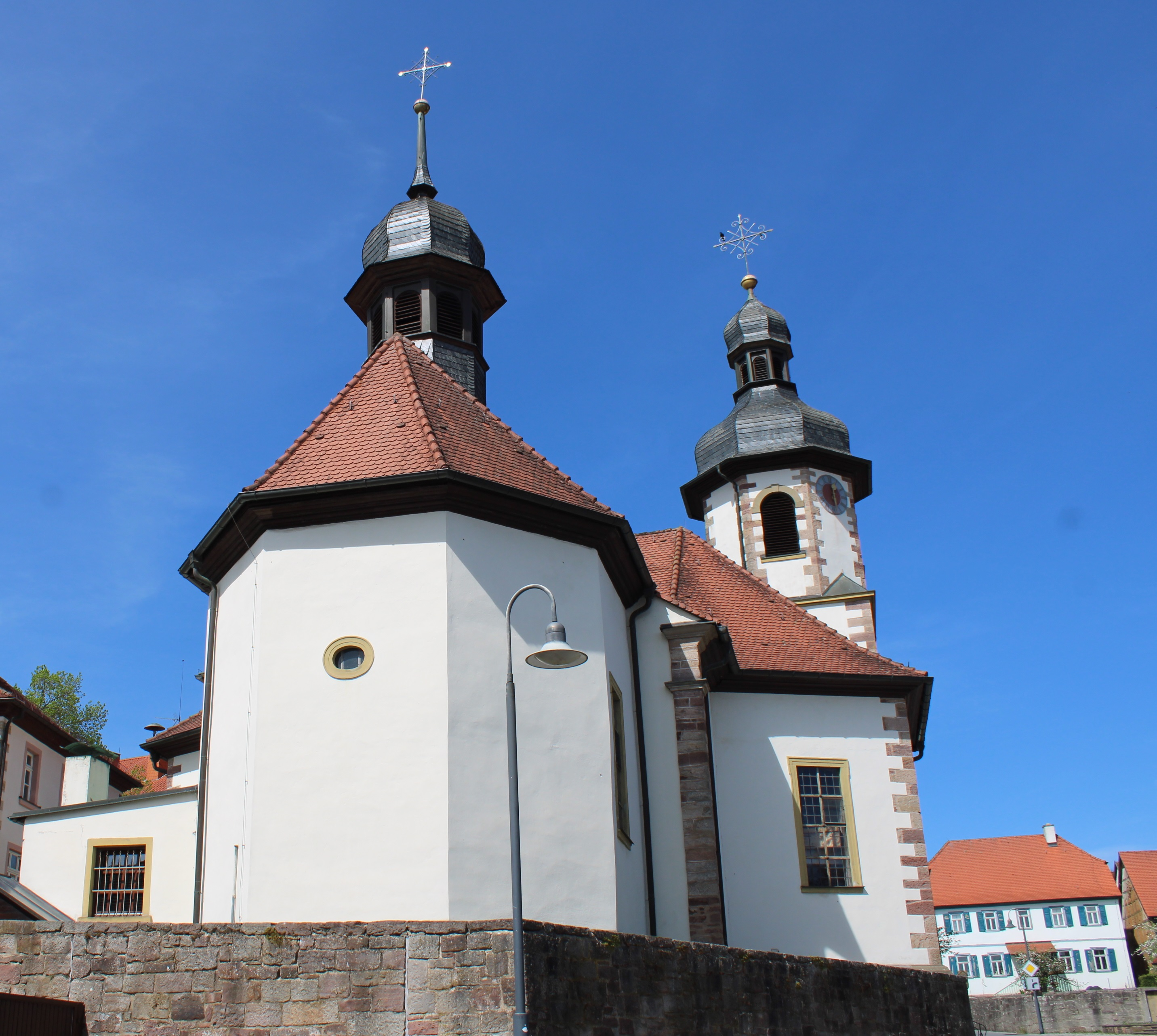
Außenansicht der St.-Sebastian-Kirche
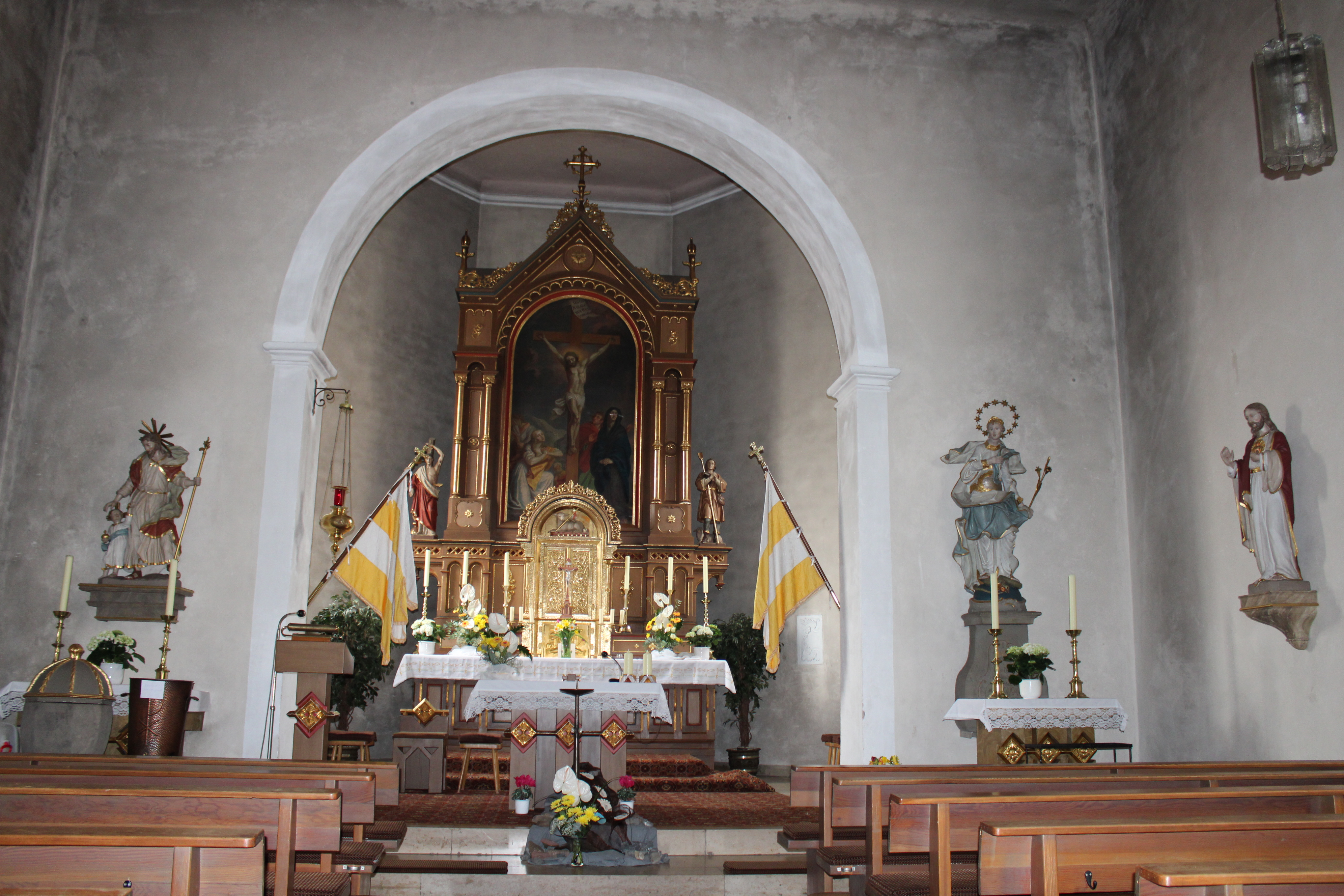
Innenraum der St.-Sebastian-Kirche mit Blick auf den Hochaltar
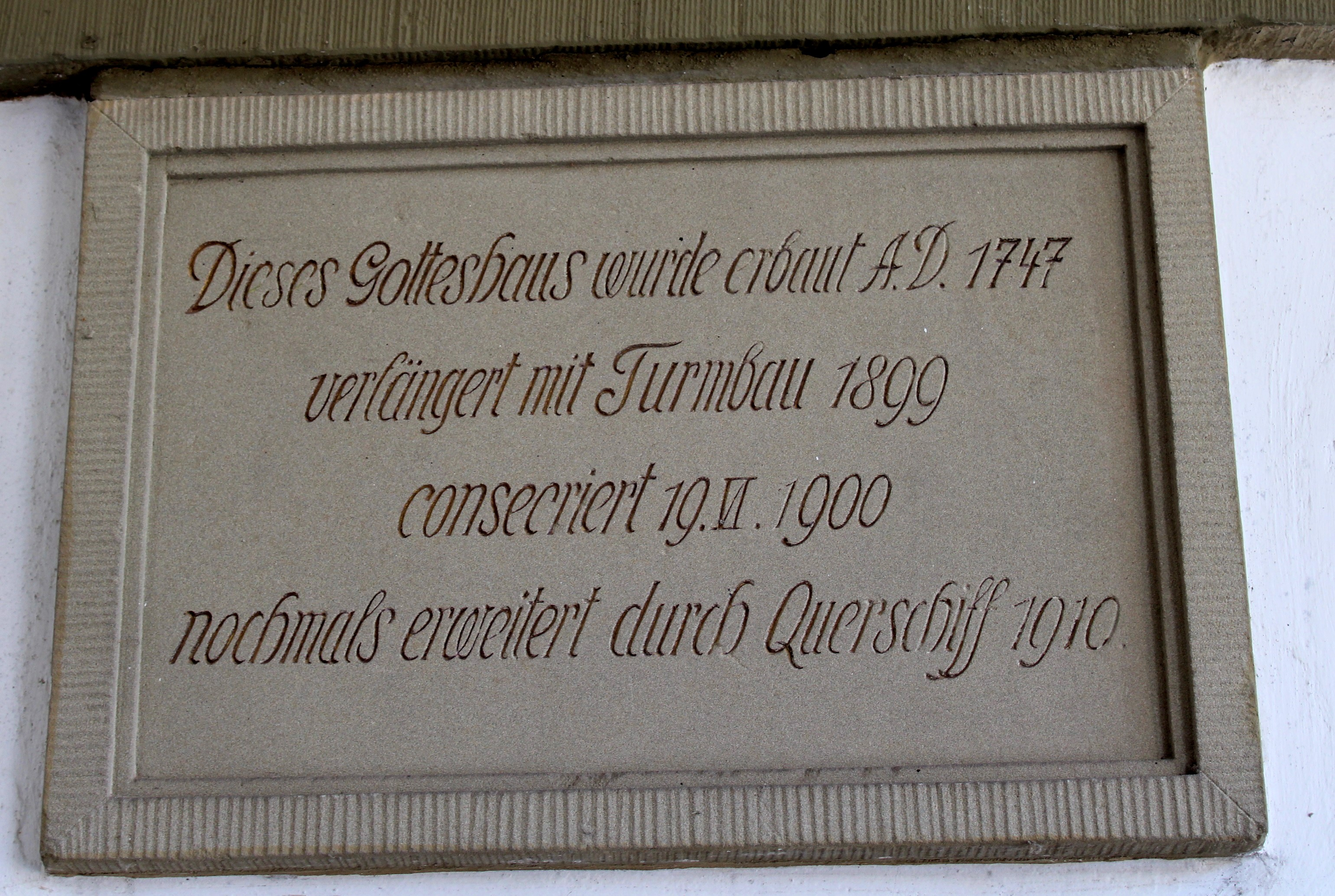
Gedenkstein zur Baugeschichte der St.-Sebastian-Kirche in Stangenroth

## Glocken
Die Kirche hatte bis zum Jahr 1942 fünf Glocken. Seit dem Jahr 1949 sind es vier Glocken. Die Glocken des Jahres 1949 wurden in den Jahren 1975/77 ersetzt, sie erklingen mit d', fis', a' und h' im Salve-Regina-Motiv.